# Dragons RFC
Der Dragons RFC (wal.: Dreigiau), bis 2022 Newport Gwent Dragons genannt, ist eine professionelle Rugby-Union-Mannschaft aus der walisischen Stadt Newport. Er spielt in der internationalen United Rugby Championship sowie im englisch-walisischen Pokalwettbewerb Anglo-Welsh Cup. Die Heimspiele werden in der Rodney Parade ausgetragen.

## Geschichte
Bis zur Saison 2003/04 war der walisische Rugby in einer typischen Ligenpyramide gegliedert, mit neun professionellen Vereinen in der obersten Liga. Das System ähnelte somit der English Premiership und der Top 14 in Frankreich. Allerdings erwies sich der walisische Markt als zu klein für neun Profimannschaften. Daraufhin begannen die neun Profi-Vereine, sich zu regionalen Mannschaften zusammenzuschließen. In der Region Newport waren dies der Newport RFC und der Ebbw Vale RFC. Die Amateur- und Juniorenmannschaften firmieren weiterhin unter den ursprünglichen Bezeichnungen.
In ihrer ersten Saison (2003/04) erreichten die Dragons mit dem dritten Platz ihr bisher bestes Ergebnis in der Celtic League. Im europäischen Pokalwettbewerb Heineken Cup (heute European Rugby Champions Cup) konnten sie sich noch nie für das Viertelfinale qualifizieren. 2007 erreichten sie im European Rugby Challenge Cup das Halbfinale, verloren dann aber gegen den französischen Verein ASM Clermont Auvergne. Sowohl 2015 als auch 2016 gelang Newport erneut der Einzug ins Halbfinale. 2022 erfolgte die Umbenennung in Dragons RFC.

## Regionale Aufteilung

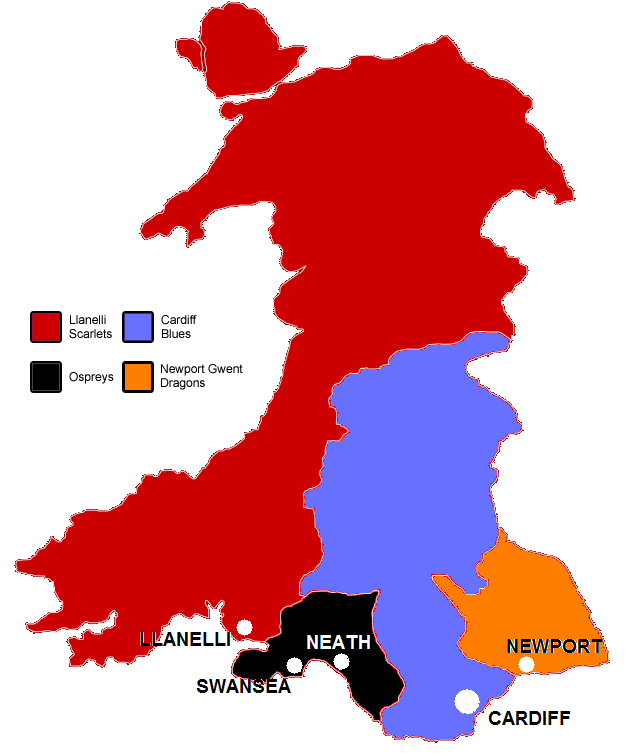
Walisische Rugby-Regionen

Der professionelle Rugby in Wales basiert auf vier Franchises, die im Besitz des Verbandes Welsh Rugby Union sind und ein bestimmtes Gebiet abdecken. Das Franchise des Dragons RFC umfasst den südöstlichsten Teil von Wales. Die Mannschaft darf sämtliche Spieler, die bei Vereinen in diesem Gebiet spielen, in ihren Kader aufnehmen.

## Erfolge
- United Rugby Championship: 3. Platz 2004
- European Rugby Challenge Cup: Halbfinalist 2007, 2015, 2016

## Spieler

### Aktueller Kader
Der Kader für die Saison 2019/2020:

### British and Irish Lions
Die folgenden Spieler wurden für die British and Irish Lions nominiert.
| Tour | Spieler         |
| ---- | --------------- |
| 2005 | Michael Owen    |
| 2005 | Gareth Cooper   |
| 2013 | Dan Lydiate     |
| 2013 | Taulupe Faletau |
| 2017 | Cory Hill       |

### Rekorde

#### Meiste Spiele
|     | Name           | Spiele |
| --- | -------------- | ------ |
| 1.  | Lewis Evans    | 222    |
| 2.  | Steve Jones    | 180    |
| 3.  | Jason Tovey    | 169    |
| 4.  | Adam Black     | 163    |
| 5.  | Ashley Smith   | 161    |
| 6.  | Phil Price     | 159    |
| 7.  | Wayne Evans    | 157    |
| 8.  | Hugh Gustafson | 151    |
| 9.  | Luke Charteris | 142    |
| 10. | Jamie Ringer   | 140    |

#### Meiste Versuche
|    | Name            | Versuche |
| -- | --------------- | -------- |
| 1. | Aled Brew       | 43       |
| 2. | Hallam Amos     | 36       |
| 3. | Gareth Wyatt    | 29       |
| 4. | Kevin Morgan    | 25       |
| 5. | Adam Black      | 24       |
| 5. | Jason Forster   | 24       |
| 5. | Richard Fussell | 24       |
| 8. | Adam Hughes     | 22       |
| 9. | Ashton Hewitt   | 21       |
| 9. | Will Harries    | 21       |

#### Meiste Punkte
|     | Name             | Punkte |
| --- | ---------------- | ------ |
| 1.  | Jason Tovey      | 1009   |
| 2.  | Ceri Sweeney     | 570    |
| 3.  | Tom Prydie       | 447    |
| 4.  | Craig Warlow     | 351    |
| 5.  | Angus O‘Brien    | 305    |
| 6.  | James Arlidge    | 259    |
| 7.  | Percy Montgomery | 251    |
| 8.  | Steffan Jones    | 220    |
| 9.  | Aled Brew        | 215    |
| 10. | Dorian Jones     | 208    |